# Porioides tasmani
Porioides tasmani är en spindelart som först beskrevs av Forster 1970.  Porioides tasmani ingår i släktet Porioides och familjen panflöjtsspindlar. Inga underarter finns listade i Catalogue of Life.